# كلية الحاجة عندليب العمد للتمريض والقبالة
كلية الحاجة عندليب العمد للتمريض والقبالة كلية أهلية غير ربحية وغير حكومية فلسطينية تقع في مدينة نابلس، وهي تتبع جمعية الاتحاد النسائي العربي فرع نابلس وقد تأسست في عام 2001.

## التعليم
يضم مبنى الكلية قاعتين للدراسة النظرية، بالإضافة إلى غرفة (مختبر) للتدريب العملي مجهّز بثلاثة أسرّة ودمية كبيرة للتدريب وأيضًا الأدوات والأجهزة المستخدمة في العناية التمريضية. بالإضافة إلى أنه يوجد غرفة إدارة تضم ثلاثة مكاتب وحاسوب وطابعة. يوجد أيضًا مقصف للوجبات الخفيفة والمرطبات، ومعه صالة استراحة تشمل طاولات ومقاعد. مساحة الكلية حوالي ٣٠٠ متر بالإضافة إلى ساحتين مع حديقة صغيرة في مدخل الكلية.
تعتبر وفق وزارة التعليم العالي والبحث العلمي من ضمن كليات المجتمع (كلية مجتمع متوسطة)، تمنح الكلية لطلبتها شهادة دبلوم جامعي متوسط في التمريض.
تهدف الكلية إلى تحضير كوادر فنية تمريضية مؤهلة من الناحية النظرية والعملية لتقدم أفضل الخدمات، وأيضًا توسيع الآفاق المعرفية والثقافية للطلبة عن طريق تنويع استخدام الطرق التعليمية الحديثة.
تقول الكلية أيضًا أن هدفها المستقبلي العمل على تطوير الكلية حتى تصبح كلية جامعية تمنح شهادة البكالوريوس في التمريض.